# Teorije zarote o ukrajinskih bioloških orožjih
Teorija zarote o ukrajinskem biološkem orožju se je pojavila marca 2022 med rusko invazijo na Ukrajino, ko so ruski uradniki brez dokazov trdili, da so javne zdravstvene ustanove v Ukrajini »skrivni biolaboratoriji, ki jih financirajo ZDA« ter domnevno razvijajo biološko orožje, kar so številni mediji, znanstvene skupine in mednarodne organizacije dokazale kot dezinformacije.  Trditev so s svojimi izjavami podkrepile tudi kitajsko ministrstvo za zunanje zadeve in kitajski državni mediji. Trditev je spodbujal tudi QAnon in pridobila podporo med skrajno desnimi skupinami v ZDA.
Ruski znanstveniki v Rusiji in zunaj nje so javno obtožili rusko vlado laganja o dokazih za prikrite »laboratorije za biološko orožje« v Ukrajini, češ da dokumenti, predstavljeni s strani ruskega obrambnega ministrstva, opisujejo patogene, zbrane za potrebe raziskav javnega zdravja. Trditve o »laboratorijih za biološko orožje« so zavrnili tudi ZDA, Ukrajina, Združeni narodi in Bilten atomskih znanstvenikov.

## Kremeljske obtožbe in širjenje teorije zarote

### Ruski in kitajski uradniki ter državni mediji
Tako ruski kot kitajski uradniki so Ukrajino obtožili z namenom širjenja teorije zarote. Med ruskimi zagovorniki so bili zunanji minister Sergej Lavrov, vodja Združene Rusije Dmitrij Medvedjev, uradni Twitter račun ruskega veleposlaništva v Sarajevu ter ruska državna medija Sputnik in TASS. Kitajsko zunanje ministrstvo je zaprosilo za »celotne podatke« o ukrajinskih »bioloških vojaških dejavnosti doma in v tujini«. 
Rusija je 11. marca sklicala sestanek ZN, da bi razpravljali o obtožbah, ki jih je Reuters opisal kot poskus ponovne potrditve nedokazanih obtožb. Tako so ZN trdili, da ni dokazov o ukrajinskem programu biološkega orožja, ZDA in njihovi zavezniki pa so Rusijo obtožili širjenja trditev kot uvoda v rusko uporabo bioloških ali kemičnih napadov.

### Spletne teorije zarote
Marca 2022 so CNN, France 24 in Foreign Policy poročali, da promotorji QAnona razširjajo ruske dezinformacije, ki so ustvarile teorije zarote o laboratorijih v Ukrajini, financiranih s strani ZDA. Ruski državni mediji so napačno trdili o obstoju »skrivnih ameriških biolaboratorijev« ter ustvarjanju orožja, to trditev so zavrnile ZDA, Ukrajina in Združeni narodi. Ukrajinsko ministrstvo za zdravje in ministrstvo za obrambo ZDA sta leta 2005 podpisali sporazum o preprečevanju širjenja tehnologij in patogenov za uporabo pri razvijanju bioloških orožij. Ustanovljeni so bili novi laboratoriji za zavarovanje in razstavljanje ostankov sovjetskega programa biološkega orožja, od takrat pa se uporabljajo za spremljanje in preprečevanje novih epidemij. Laboratoriji so javno navedeni, niso tajni in so v lasti in upravljanju držav gostiteljic, kot je Ukrajina in ne ZDA. Laboratoriji za zmanjšanje groženj v ukrajinski lasti, ki jih navaja ameriško veleposlaništvo, prav tako pošiljajo akademike na mednarodne znanstvene konference, ki objavljajo svoje delo. Po nekaterih interpretacijah te teorije zarote privrženci QAnona trdijo, da je invazija na Ukrajino upravičena kot prizadevanje Putina in Trumpa za uničenje »vojaških« laboratorijev v Ukrajini. InfoWars je prav tako podprl teorijo zarote in eno izmed objav naslovil z »Ruski napadi ciljajo na biolaboratorije, ki jih vodijo ZDA v Ukrajini?«
Zignal Labs je ocenil, da so teorijo sprva razvili angleško govoreči vplivneži, nato pa jo je razširila razširila ruska propaganda, pri čemer se je število objav v ruskem jeziku o »biolaboratorijih« po 6. marcu povečalo z namenom prehitetja angleških sorodnih tem. Po podatkih podjetja za kibernetsko varnost in obveščanje o grožnjah Pyrra Technologies je bila prva omemba biolaboratorija v Ukrajini objava na alt-tech skrajno desničarskem družbenem omrežju Gab 14. februarja, deset dni pred začetkom invazije.

## Širjenje teorije zarote in odzivi
Po mnenju novinarja Justina Linga se je mit o biološkem orožju v Ukrajini razširil "iz obrobnega QAnon kanala neposredno na Fox News in Donalda Trumpa Jr." Komentator Fox News Tucker Carlson je trdil, da ZDA »financirajo ustvarjanje smrtonosnih patogenov«, in predvajal izjave ruskih in kitajskih vladnih predstavnikov, ki obtožujejo Washington izvajanja programa biološkega orožja v Evropi. Tucker Carlson je zgodbo nadaljeval v več epizodah, vključno z epizodo z Glennom Greenwaldom 10. marca 2022.
Tisti mesec, kot poroča Mother Jones, je Kremelj državi zvestim medijem poslal obvestilo, v katerem je naročil uporabo Carlsonovih videoposnetkov v čim večji meri. Mother Jones je nadalje opazil, da je bil Carlson edini zahodni medijski strokovnjak, ki ga je Kremelj sprejel na ta način.
Newsweek poroča, da so kritiki, vključno s predstavnikom republikancev iz Illinoisa Adamom Kinzingerjem in Mitt Romney,  označili nekdanjo ameriško havajsko predstavnico Tulsi Gabbard za »rusko orodje«, ker je zagovarjala idejo, da »biolaboratoriji, ki jih financirajo ZDA« v Ukrajini izvajajo raziskave »smrtonosnih patogenov«. Čeprav Gabbardova »ni ponovila trditev, da Ukrajina razvija biološko orožje s podporo ameriške vojske [...], so številni ljudje kritizirali Gabbardin tvit, ker se zdi, da prodaja ruske neresnice«. Tulsi Gabbard se je pojavila tudi na Fox News, da bi razpravljala o trditvah s Tuckerjem Carlsonom, posnetki tega pa so bili predvajani na ruski državni televiziji. Gabbard je pozneje pojasnila komentarje in dejala, da ne verjame, da je v Ukrajini biološko orožje, vendar je dejala, da bi lahko Rusija poškodovala laboratorije, ki domnevno raziskujejo patogene na aktivnem vojnem območju.
Nabor podatkov Brookings Institution kaže, kako je skupina desničarskih političnih podcastov med 8. in 18. marcem promovirala mit o »laboratorijih za biološko orožje v Ukrajini«, pri čemer sta bila najplodnejša Steve Bannon in Charlie Kirk, ki sta pripoved podprla v petih epizodah. Prejšnje teorije zarote COVID-19 so se pogosto ponavljale, Anthony Fauci je bil med različnimi neutemeljenimi obtožbami omenjen več kot 50-krat. Po Brookingsovih besedah so podkasti širjenju dezinformacij služili potencialno hitreje kot družabni mediji, ker ni »vgrajenega mehanizma«, s katerim bi poslušalci lahko zavrnili trditve ali preverili dejstva.
Študija Centra za boj proti digitalnemu sovraštvu je pokazala, da Facebook 80 % objav, ki delijo zunanje članke o teoriji zarote, ni označil za lažne ali zavajajoče. Objave, uporabljene v študiji, so bile datirane od 24. februarja do 14. marca. Tiskovni predstavnik Facebooka je dejal, da študija »napačno predstavlja merila in obseg naših prizadevanj«.

## Povezava s prejšnjimi teorijami zarote
Politolog in strokovnjak za vohunjenje Thomas Rid namiguje, da gre morda za kremeljski primer, ki na podlagi zgodovinskega precedensa »obtožuje drugo stran stvari, čeprav stvar dejansko izvaja sama«. V osemdesetih letih, ko so Sovjeti namestili kemično orožje v Laosu in Afganistanu, je sovjetski tisk objavil dezinformacije, v katerih so trdili, da je CIA uporabljala komarje kot orožje. Lažna sovjetska poročila, v katerih so za HIV/AIDS krivili Združene države, običajno imenovana Operacija INFEKTION, so bila prav tako namenjena odvrnitvi pozornosti od takratnih sovjetskih dejavnosti. Poleg tega je Thomas Rid izjavil, da lahko na desničarsko sprejetje teorije zarote ukrajinskih bioloških laboratorijev vpliva teorija, da je COVID-19 ušel iz laboratorija. 
Kremelj ima zgodovino spodbujanja teorij zarote o navadnih bioloških laboratorijih v nekdanjih sovjetskih republikah, saj je pred tem širil propagando o Gruziji in Kazahstanu, kar je podobno nedavnim obtožbam proti Ukrajini. Kremelj je na primer podal lažne obtožbe proti javnemu zdravstvenemu centru Lugar Research Center v Gruziji, saj je raziskovalno središče delalo na boju proti pandemiji COVID-19. Laboratorije so opazovala mednarodna partnerstva že od Nunn-Lugarjeve skupnega zmanjševanja grožnje, ki je bilo ustanovljeno za zadrževanje in odpravo orožja za množično uničevanje (jedrskega, kemičnega in biološkega), ki je ostalo v nekdanji Sovjetski zvezi. Ko je bilo grožnja izničena, so raziskovalne ustanove v lasti novih neodvisnih držav začele z nalogo raziskav javnega zdravja, vključno s spremljanjem in preprečevanjem novih epidemij. Ministrstvo za obrambo od leta 2005 zagotavlja »tehnično podporo ukrajinskemu ministrstvu za zdravje za izboljšanje laboratorijev za javno zdravje« kot del nadaljevanja mednarodnih sporazumov za zmanjšanje bioloških groženj, vendar ne nadzoruje ali zagotavlja osebja javnim zdravstvenim ustanovam.